# John Stroud
John Busby Stroud (New Albany, 29 ottobre 1957) è un ex cestista statunitense, professionista nella NBA e in Spagna.

## Carriera
Venne selezionato dagli Houston Rockets al secondo giro del Draft NBA 1980 (27ª scelta assoluta).

## Palmarès
- NCAA AP All-America Third Team (1980)